# Процесс над салемскими ведьмами
Охо́та на са́лемских (се́йлемских) ведьм — одна из самых знаменитых охот на ведьм в истории: судебный процесс, проходивший в новоанглийском городе Сейлем (Салем) с февраля 1692 по май 1693 года. По обвинению в колдовстве 14 женщин и 5 мужчин были повешены, один мужчина был раздавлен камнями, и от 175 до 200 человек — заключено в тюрьму (не менее пяти из них умерли).

## Социальный фон
Деревня Сейлем (в русскоязычных источниках советского периода название передаётся как Салем) была одним из первых поселений, основанных пуританами из числа английских переселенцев; она начала своё существование в 1626 году. Затем рядом с ней появился город Сейлем. Зачинщицы салемского процесса и большая часть обвинявшихся проживали в деревне Сейлем, судебный процесс проходил в городе Сейлеме. В настоящее время деревня стала пригородом города и носит название Данверс.
Увеличение населения порождало споры между соседями и членами семей за право владения землёй, особенно на границе проживания поселенцев, где экономика была основана на фермерском хозяйстве. Неблагоприятные погодные условия или болезни растений могли привести к потере годового урожая. Ферма, которая могла обеспечить существование средней по размеру семьи, уже не могла обеспечить этого следующим поколениям. Это побуждало фермеров продвигаться дальше, захватывая земли коренных жителей — индейцев, что встречало противодействие со стороны последних. В январе 1692 года соседствующий с Сейлемом город Йорк был атакован индейцами, в результате множество его жителей погибли или были захвачены в плен.
Пуритане были религиозно-фанатичными людьми, что отражалось на способах воспитания детей: любые типичные детские занятия, игры и игрушки считались бесполезными и возбранялись. Поощрялись лишь те занятия, в которых дети копировали взрослых и учились чему-то, что может пригодиться во взрослой жизни: мальчики могли охотиться, ловить рыбу, исследовать лес, они часто с малых лет становились учениками плотников и кузнецов, в то время как девочек учили прясть, готовить, шить, ткать.
Любые бедствия и невзгоды (например, потерю урожая, домашнего скота, смерть детей, землетрясения, плохую погоду или нападения индейцев) пуритане объясняли божьим гневом. По представлениям пуритан, каждому человеку от рождения предопределено, должна его душа попасть в рай или в ад. Пуритане искали в видимом им мире знаки, которые могли указывать на волю Бога. При этом пуритане были строгими протестантами и отрицали классические атрибуты католичества: иконы, мощи святых (и само почитание святых, а следовательно, и их заступничество), святую воду и прочее, поэтому считали, что не могут защитить себя ничем, кроме собственных молитв. В 1641 году английским законодательством, которому подчинялись переселенцы, колдовство было объявлено уголовным преступлением; в представлениях американских пуритан одной из главных причин бедствий стали ведьмы (представление о том, что угроза исходит именно от ведьм, было связано с убеждением, что женщины более похотливы и легче поддаются влиянию дьявола, чем мужчины), а если молитвы от ведьм не помогали, то ничего не оставалось, кроме как заняться их физическим уничтожением.
В небольшом городе, каким в то время являлся Сейлем, было трудно хранить секреты, а мнение людей о соседях зачастую было основано на слухах и предрассудках, принимавшихся за истину.

## Причина и ход судебного процесса
В январе 1692 года у дочери пастора Сэмюэла Пэрриса — 9-летней Элизабет Пэррис (род. 28 ноября 1682 года) и его племянницы — 11-летней Эбигейл Уильямс (род. 12 июля 1680 года) появились симптомы неизвестной болезни: девочки кричали, издавали странные звуки, прятались под мебелью, а их тела принимали необычные позы. Также дети жаловались на то, что ощущают, будто кто-то постоянно колет их булавкой и ножом; когда Пэррис пытался читать проповедь, они затыкали уши.
Доктор Уильям Григгс решил, что причиной болезни стало воздействие ведьмы. В своём рассуждении он опирался на работу выпускника Гарвардского колледжа и священника Северной церкви Бостона Коттона Мэзера «Memorable Providences, Relating to Witchcrafts and Possessions» (1689), где сказано, что в 1688 году в Бостоне некая женщина ирландского происхождения, работавшая прачкой, была обвинена в колдовском воздействии на детей работодателя и казнена через повешение.
Девочки указали на предполагаемую ведьму — девушку по имени Титуба, бывшую служанкой-рабыней в доме Пэррисов. По одним источникам, Титуба была чернокожей и имела африканское происхождение, по другим — была индианкой. По словам девочек, она рассказывала им о колдовстве. Вскоре число заболевших девочек и девушек увеличилось, в частности, заболела 12-летняя Энн Патнам.

### Аресты
1 марта 1692 года по их показаниям были арестованы 3 женщины: Титуба, Сара Гуд и Сара Осборн. Подозреваемые были допрошены и подвергнуты осмотру в поисках признаков, которые бы указывали на то, что они являются ведьмами. Все три женщины были удобными целями для обвинений: Титуба имела нетитульную национальность, Сара Гуд была нищенкой, а Сара Осборн — одинокой тяжелобольной вдовой, вовлечённой к тому же в судебный спор с пуританами. Против них говорил тот факт, что женщины длительное время не посещали церковь. У них не было защитников, и общественное мнение склонялось к тому, что обвинения справедливы.
В марте были произведены другие аресты: 4-летняя дочь Сары Гуд Дороти была допрошена и по детской наивности, надеясь оказаться рядом с уже находившейся в тюрьме матерью, заявила, что якобы является ведьмой, после чего была помещена в тюрьму; основываясь на заявлении девочки, судьи объявили ведьмой и её мать. Также были арестованы Марта Кори, Ребекка Нёрс и Рэйчел Клинтон. Марта Кори была арестована лишь потому, что с самого начала не доверяла словам девочек и с насмешкой относилась к суду, тем самым обратив на себя внимание. Тем не менее эти обвинения уже обеспокоили общество, поскольку Кори и Нёрс, в отличие от первых трёх арестованных, были ревностными прихожанками церкви.
В апреле были арестованы Сара Клойс (сестра Ребекки Нёрс), Элизабет Проктор и ещё несколько женщин. Также впервые по этому делу были арестованы несколько мужчин: муж Элизабет Проктор Джон Проктор, муж Марты Кори Жиль Кори и бывший пастор Джордж Берроуз.
10 мая 1692 года Сара Осборн умерла в тюрьме.

### Суд
В мае 1692 года начался суд (Court of Oyer and Terminer). Губернатор Фипс назначил судей, трое из которых были друзьями Коттона Мэзера, один — вице-губернатором, а сам Коттон Мэзер следил за судебным процессом. Председателем суда был назначен Уильям Стафтон, не имевший юридического образования.
Во время судебного процесса тот факт, что страдания на пострадавших девочек насылает сам дьявол, не подвергался сомнению. Главным доказательством служили их показания о том, что им являлись духи обвиняемых. Теологический спор вокруг использования этих свидетельств заключался в том, должен ли человек давать согласие дьяволу на использование своего образа; суд утверждал, что ему обязательно требуется согласие человека и, таким образом, обвиняемые виновны в страданиях девочек, ведь они дали дьяволу право являться в их обличье; оппоненты утверждали, что дьявол может использовать образ человека без его согласия.
2 июня суд признал виновной пожилую женщину по имени Бриджет Бишоп, 10 июня она была повешена. По словам некоторых девочек, дух Бишоп являлся к ним. Другие свидетели показали, что дьявол посещал саму Бишоп. 19 июля 1692 года были повешены Ребекка Нёрс, Сара Гуд и ещё несколько женщин. Перед казнью, уже с петлёй на шее, Сара Гуд обратилась к священнику Николасу Ноесу, вовлечённому в судебный процесс, со словами:

Ты — лжец. Я не бо́льшая ведьма, чем ты — колдун. Отбери у меня жизнь — и Господь напоит тебя кровью.Оригинальный текст (англ.)“You are a liar … I am no more witch than you are a wizard, and if you take away my life God will give you blood to drink.”
Это предсказание сбылось: Ноес умер, и перед смертью у него открылось кровотечение через рот (данный эпизод Натаниэль Готторн использовал как основу родового проклятия Пинчонов в романе «Дом о семи фронтонах»).
19 августа 1692 года были повешены ещё несколько человек, включая бывшего пастора Берроуза. Около 30 жителей подали ходатайство о смягчении приговора Берроузу, однако приговор был оставлен без изменения. Уже находясь у виселицы, Берроуз, не запинаясь, прочитал молитву, надеясь на спасение (считалось, что колдуны не способны прочитать молитву без запинки), но судьи не изменили приговора.
19 сентября к 80-летнему фермеру Жилю Кори, который отказывался давать какие-либо показания, была применена особая пытка peine forte et dure (с фр. — «сильное и продолжительное мучение»). На грудь Кори положили тяжёлые камни, чтобы «выдавить» показания: без них он был неподсуден (без показаний осуждение было невозможно, и если подозреваемый погибал под пыткой, не сказав ни слова, формально он оставался невиновным), но он молчал и лишь просил добавить ещё камней, чтобы ускорить свою смерть. После двух суток непрерывной пытки он умер под давлением тяжёлого груза. По одной из версий, Кори отказывался давать показания потому, что надеялся сохранить свою ферму и земли для своей семьи, ведь имущество людей, осуждённых за колдовство (а Кори не надеялся на оправдательное решение суда после любых своих показаний), подлежало конфискации.
22 сентября были повешены жена Жиля Кори Марта Кори и ещё 7 человек.
Среди обвиняемых были не только жители Салема, но также и соседнего Топсфилда, а также Бостона. Судебные процессы над ведьмами велись также в Андовере, куда по приглашению местного жителя Джона Балларда для разоблачения ведовства приехали девушки из Салема.
В числе осуждённых за ведовство в Бостоне был Джон Олден, один из самых уважаемых граждан города, морской капитан и участник войн с индейцами, впоследствии ставший героем поэмы «Сватовство Майлза Стэйндиша» Лонгфелло. После 5 недель заключения он сбежал из тюрьмы.

### Окончание суда
Отец Коттона Мэзера — Инкриз Мэзер, в то время бывший глава Гарвардского колледжа, заявил, что суд не имеет права рассматривать в качестве доказательств видения жертв. Инкрису Мэзеру также приписывают идею, что лучше допустить то, что несколько ведьм выживут, чем то, что будет казнён один невиновный. Другой священник заявил, что дьявол может являться в виде духа, принимая образ невиновного человека, специально для того, чтобы обвинили последнего. После ознакомления с этими мнениями губернатор постановил не использовать впредь видения как доказательства, прекратить аресты и отпустить 28 из 33 оставшихся обвиняемых.
Специально для суда над оставшимися обвиняемыми был учреждён Верховный суд штата Массачусетс — орган, действующий по настоящее время. В мае 1693 года губернатор помиловал обвиняемых.

### Итог
Всего за время процессов против ведьм в тюрьму было заключено 150 человек. Был осуждён 31 человек, из них 19 человек были повешены, двое (включая Сару Осборн) умерли в тюрьме, один (Жиль Кори) умер во время пытки, семеро были приговорены к повешению, но получили отсрочку приговора и затем были оправданы, одна женщина содержалась в тюрьме без суда и затем была продана в рабство за долги по содержанию в тюрьме, один человек (Джон Олден) сбежал.

## Дальнейшие судебные решения
В 1697 году судьи признали, что совершили ошибку; в 1702 году их решение официально было признано незаконным.
В 1706 году обвинительница Энн Патнам заявила, что была обманута дьяволом и давала показания против невинных людей. Не сохранилось никаких данных о том, что Элизабет Пэррис и Эбигейл Уильямс публично приносили извинения осуждённым или опровергали свои показания.
В 1957 году Содружество Массачусетса окончательно постановило отменить приговоры всем осуждённым во время этих процессов.
В 2001 году губернатор штата Джейн Свифт ещё раз подтвердила невиновность всех людей, обвинявшихся во время Салемского процесса.

## Дальнейшая судьба зачинщиц
Элизабет Пэррис и Эбигейл Уильямс, ставшие зачинщицами этого инцидента, подверглись всеобщему осуждению и презрению. Нет никаких данных о том, чтобы одна из них или они обе публично принесли извинения осуждённым или раскаялись в случившемся. Пэррис в 1710 году, в возрасте 27 лет, вышла замуж за торговца и сапожника Бенджамина Бэрона, родила трёх дочерей и сына, и, пережив мужа на шесть лет, скончалась в Конкорде 21 марта 1760 года в возрасте 77 лет.
Судьбу Уильямс проследить не удалось: после 3 июня 1692 года её имя больше нигде не упоминалось.

## Объяснения
Существует несколько психиатрических версий, объясняющих произошедшее, — диссоциативные расстройства, психические особенности пуритан, отравление ядовитым веществом, вызвавшее интоксикационный психоз, либо просто сговор детей.
В 1976 году биохимик Линда Капореа из Калифорнийского университета в Санта-Барбаре выдвинула предположение, что галлюцинации у девочек были вызваны отравлением ржаным хлебом, поражённым грибком, известным как спорынья (или Claviceps purpurea) (см. также эрготизм).

## Память
В XX веке в Сейлеме был установлен памятник жертвам охоты на ведьм.

## Отражения в искусстве
- Рассказ Говарда Л. Лавкрафта «Сны в ведьмином доме»
- Роман Натаниэля Готорна «Дом о семи фронтонах» (1851)[12];
- Драма Генри Лонгфелло «Трагедии Новой Англии» (англ. The New England Tragedies, 1868);
- Пьеса Артура Миллера «Суровое испытание» (1952) и её экранизации:
  - Фильм «Салемские колдуньи[фр.]» (Франция, 1957);
  - Фильм «Суровое испытание» (США, 1996);
- Фильм «Девушка из Салема» (США, 1937);
- Фильм «Сожжённая на костре» (США, 1981);
- Фильм «Повелители Салема» (США-Великобритания-Канада, 2012);
- Фильм «Демон внутри» (Великобритания, США, 2016);
- Сериал «Салем» (США, 2014—2017);
- Роман Мариз Конде «Я, Титуба, ведьма из Салема»;
- Сериал «Американская история ужасов» — 3-й сезон;
- Фильм «Сделка с дьяволом» (США, Канада, 2006);
- Процессы над ведьмами в Вале;
- Дело Анны Гельди — последний в Европе официальный смертный приговор за ведьмовство.
- эпизод The Dark Pictures Anthology: Little Hope вдохновлен салемскими процессами